# 原鵬雲
原 鵬雲（はら ほううん、天保6年（1835年） - 明治12年（1879年）8月1日）は、幕末から明治時代に活躍した絵師。文久遣欧使節に随行した絵師だと考えられ、初めて西洋美術を目撃した日本人絵師。帰国後は、日本洋画草創期の画家の一人となった。

## 略伝
生地や家系は不明。字は士龍、通称は市助、のちに覚蔵、一介または介一。号は、隺亭のち鵬雲。徳島藩の鉄砲足軽で、現在の徳島市秋田町に住んだ。1847年（弘化4年）徳島藩鉄砲方出身で御用絵師の守住貫魚に入門し、住吉派を学んだ。1854年（安政元年）ペリー再来日の際は、徳島藩の銃卒の一人として大森・羽田の警護に参加、「徳島藩大森羽田出陣絵巻」を描く。

### 文久遣欧使節の絵師
1862年（文久2年）江戸幕府が派遣した 文久遣欧使節に「船中賄方兼小使者」として随行した。この「船中賄方兼小使者」とは、外国奉行御用商人・伊勢屋の手代と、旅行中の雑用のため伊勢屋が日東銀七匁五分で手配した人足である。しかしこれは名目上のことで、実際は加賀藩や長州藩、佐賀藩などの藩士で、特に軍学や鉱工業の専門家だった。当時、西洋諸国との接触が本格化しつつあり、各藩は海外情報の収集を急ぐべく、藩士に仮の身分を名乗らせ使節団に送り込んだと推測される。徳島藩でも事情は同じで、当時江戸屋敷に勤めていた銃卒の鵬雲を送り出し、西洋式砲術や火器の調査を期待していたと考えられる。反対に幕府が鵬雲の参加を認めたのは、鵬雲に絵心があり、図絵での記録を担当させるためだったと推測され、実際使節団の顔ぶれを見ると鵬雲以外に絵に堪能な人物はいない。
原は雑務に追われながら、海外の情報を藩に報告していたようだ。香港に寄港すると、早速現地の新聞を買い集めて藩邸に送っている。渡欧中、各地で写生を行い、イギリスのテムズ川地下トンネルの断面図や、ロシア、エジプトなどで描いた写生図が遺されていたという。鵬雲が筆写する様子は、現地の新聞でもしばしば取り上げられている。パリ滞在中にはルーヴル宮殿を訪ね、アングルの「グランド・オダリスク」を描き写しており、またフランス人から石版画を贈られている。また、使節団が外国人とのコミュニケーションを取る際、言葉で表現できない部分は鵬雲の絵の説明が役立ったという。ベルリンのホテルでは、下で歩き回っている警官を実物そっくりに描いた絵を、使節団を見に来た大勢の人々を笑わせるために、他の絵と一緒に窓から投げ放ったという。

### 帰国後
帰国後は、直ちに士分に取り立てられ、兵隊に従事したとされるが、具体的な足跡は不明。ただし、帰国後江戸藩邸に詰めていた時期に、開成所周辺で洋画を学んだと推測される。明治維新後は、1870年（明治3年）徳島洋学校三等助教として洋算を教え、翌年に学校の組織改革があると今度は助教として図画を教えた。この時、師の息子・守住勇魚は、学生として通学するかたわら、図画の授業では雇として鵬雲の助手を務めている。1872年（明治5年）からは文部省出仕となり、1874年（明治7年）から官立広島師範学校に訓導として務め、同校が廃校になると、広島県公立師範学校に転じて図画を教えた。この時の教え子に遠藤藤蔵がいる。しかし、1979年（明治12年）広島地方に流行したコレラに感染、そのまま没した。墓は最初、広島市の誓立寺だったが、後に徳島市沖浜町の遵敬寺に改葬された。
現存する作品は多くはない。大和絵を得意した貫魚の弟子だが、住吉派風の作品は殆ど残っておらず、多くは南画風の山水画や、戯画風な略筆の水墨画である。また明治初頭には、油彩画を残している。

## 作品
| 作品名                 | 技法         | 形状・員数 | 所有者                        | 年代                     | 款記・印章                                                              | 備考 |
| ---------------------- | ------------ | ---------- | ----------------------------- | ------------------------ | ----------------------------------------------------------------------- | --- |
| 喜根井善種像           |              | 1幅        | 個人                          | 1850年8月（嘉永3年中秋） | 署名無し/「原隺亭印」白文方印（回文印）・「隺鳴于九皐聲聞于天」朱文方印 | 賛者は徳島藩儒の岡本晤叟。像主・喜根井善種は藩の鉄砲組に務める武士で、多くの生徒に恵まれた書道の先生でもあった。「印文の「隺鳴于九皐聲聞于天」とは『詩経』の文句で、「賢人は身を隠してもその名声は広く世間に知れ渡る」という意味で、当時16歳だった若き鵬雲の志がうかがえる。 |
| 徳島藩大森羽田出陣絵巻 | 紙本墨画彩色 | 1巻        | 徳島県立博物館                | 1854年（安政元年）       |                                                                         | |
| 翠蘭嶋釈仏墓表之図     | 絹本淡彩     | 1幅        | 個人                          | 1865年（文治2年）        |                                                                         | |
| 気球図                 | 紙本墨画淡彩 | 1幅        | 徳島市立徳島城博物館          | 幕末明治頃               | 款記「西土経歴中所目撃気球沖空之図 鵬雲」/「原」白文方印・「西游一斑」  | |
| 喇叭手                 | 紙本墨画淡彩 | 1幅        | 東福寺美術館 (徳島県つるぎ町) | 幕末明治頃               |                                                                         | 賛者は徳島藩校教授で洋学者だった高鋭一。 |
| 楠公桜井駅図           | 和紙油彩     | 1面        | 徳島県立近代美術館            | 1877年（明治10年）       |                                                                         | 旧蔵者の言い伝えによると、旧広島藩浅野家からの拝領品だという。図様は、青野桑州の石版画「楠公桜井自訣子図」（1874年（明治7年）、陸軍省参謀局刊）をほぼそのまま踏襲している。                                                                                                  |